# اید پاری
اید پاری (انگلیسی: EID Parry) شرکت صنایع غذایی هندی است، که در سال ۱۷۸۸ تأسیس شد.